# إغلس (تكنزالت)
إغلس هو دُوَّار يقع بجماعة ترميكت، إقليم ورززات، جهة درعة تافيلالت في المملكة المغربية. ينتمي الدوّار لمشيخة تكنزالت التي تضم 4 دواوير. يتجاوز عدد سكانه بـ 1000 نسمة حسب الإحصاء الرسمي للسكان والسكنى لسنة 2014. دوار إغلس له تاريخ عريق كأغلب دواوير المنطقة يفدر تاريخه حسب أهل المنطقة بأكثر من 300 سنة على الأقل، به مباني تعود لمشيخة إغلس القديمة مثل قصبة أو برج أيت باحماد الذي بني في أواخر القرن 19 ملادية والمسجد القديم. مشيخة إغلس كانت تحكم المنطقة بنظام ديكتاتوري محظ توارثه الحكام أبا عن جد، فالمسجل في التاريخ أن المشيخة حكمها عائلتين وهما أيت سعيد ثم أيت باحماد قبل أن تنتقل المشيخة إلى تكنزالت بسبب الخلافات الكبيرة في الدوار التي فرقتها إلى أربع أحزاب تستمر في الخلافات إلى الآن لأكتر من 70 عاما كحرب أهلية باردة إن صح التعبير.

## روابط خارجية
- البوابة الوطنية للجماعات الترابية
- المندوبية السامية للتخطيط